# Enric Pujol i Casademont
Enric Pujol i Casademont (Figueres, 1960) és un historiador, escriptor i polític català.
És doctor en Filosofia i Lletres per la UAB és autor d'El descrèdit de la història (1993) i de Ferran Soldevila i els fonaments de la historiografia catalana contemporània (1995), llibres que van merèixer l'any 1998 el Premi Enric Prat de la Riba concedit per l'Institut d'Estudis Catalans. Sobre Ferran Soldevila n'ha editat diversos reculls i ha tingut cura de la publicació dels seus Dietaris de l'exili i el retorn (1995-2000). Va ésser comissari de l'exposició Carles Fages de Climent, poètica i mítica de l'Empordà (2000-2003) i en va coordinar, amb Rafael Pascuet el catàleg del mateix títol.

## Biografia
Implicat en la política municipal, va ser regidor de l'Ajuntament de Figueres pel Partit Socialista Unificat de Catalunya l'any 1981, sent un dels regidors més joves de Catalunya en el primer mandat democràtic. Més tard formaria part de La Crida, del Moviment de Defensa de la Terra i finalment d'Esquerra Republicana de Catalunya, partit del qual ha format part de l'executiva local i ha estat membre del seu Consell Nacional.
També ha aprofundit en la història cultural i política contemporània amb obres com La Mancomunitat de Catalunya i l'autonomia (1996) i Història de l'Institut d'Estudis Catalans 1907-1942 (2002).
Ha estat director de la Casa de la Generalitat de Catalunya a Perpinyà (2004-2005) –actuació que li valgué la medalla de la fidelíssima vila de Perpinyà- i Coordinador de l'Àrea d'Història i Pensament Contemporani de la Generalitat de Catalunya (2005-2007) –càrrec que li comportà assumir la responsabilitat del Centre d'Estudis de Temes Contemporanis i del Centre d'Història Contemporània de Catalunya; aquest darrer en estreta col·laboració amb Lluís Ferran Toledano, director de projectes. Des de 2007, ha estat professor associat a la UAB.
Un altre vessant d'Enric Pujol és l'artístic, ja que com a pintor ha realitzat diverses exposicions, la més recent sota el títol Tocats per la tramuntana, una exposició col·lectiva on 23 artistes han exibit 58 peces de recent creació i d'estils diversos. L'exposició s'ha realitzat a finals de febrer de 2015 en el centre cultural Galileo, al districte de Chamberí, un dels més importants de Madrid, tot coincidint amb ArcoMadrid.
L'any 2014 publica el llibre Antologia de memòries i dietaris personals catalans sobre la Guerra de Successió, amb un estudi introductori a càrrec d'Òscar Jané.
El setembre de 2022 fou nomenat president del Memorial Democràtic de Catalunya en substitució de Vicenç Villatoro, que presentà la renúncia per motius personals després d'un any en el càrrec, si bé dos mesos després fou substituït per l'historiador Jordi Font. Aquesta baixa li permeté centrar el seu temps i esforç en la direcció del Museu Memorial de l'Exili (MUME), càrrec que assumí el setembre de 2021 en substitució d'Alfons Quera i exercí fins a la seva destitució el gener de 2023.

## Obra
- Ferran Soldevila i la resistència cultural antifranquista. Barcelona: Rafael Dalmau, Editor, 2021. ISBN 9788423208708
- Vivències i creences: una conversa entre Ramon Cotarelo i Enric Pujol /Girona: Llibres del Segle, [2020][8]
- Figueres, la Gernika catalana: els bombardeigs de Figueres durant la Guerra Civil: 1938-1939. El Papiol: Efadós, DL 2019
- Art i exili: artistes de l'exili català del 1939: Donació Fàbrega (Museu de l'Empordà), Fons Narro (Museu Memorial de l'Exili). Textos: Enric Pujol Casademont, Enzo Traverso i Lluïsa Faxedas Brujats; comissariat: Enric Pujol Casademont. Figueres: Ajuntament de Figueres; La Jonquera: Museu Memorial de l'Exili [2019]
- Tarradellas : President de la Generalitat restablerta: 1977-1980. Edició a cura de Montserrat Catalán i Jordi Barra. Barcelona: DAU, 2018
- Figueres desapareguda. En col·laboració de Jordi Roig. El Papiol: Efadós, 2018
- Josep Tarradellas: el retorn del president: juny-desembre 1977. Barcelona: DAU, 2016
- Tres imprescindibles: F. Soldevila, J. Vicens Vives i P. Vilar: elements per a un cànon historiogràfic català. Barcelona: Abadia de Montserrat, 2015
- Figueres: recull gràfic: 1960-1989. En col·laboració amb David Guixeras. El Papiol: Efadós, 2015
- <nowiki>1976-2014: la crònica dels canvis: el periodisme a les comarques gironines: [catàleg de l'exposició]: Casa de Cultura de Girona del 21 de març al 12 d'abril de 2014. [Direcció: Enric Pujol]. Girona: Col·legi de Periodistes de Catalunya. Demarcació de Girona, 2014
- Antologia de memòries i dietaris personals catalans sobre la Guerra de Successió. Enric Pujol (ed.); estudi introductori d'Òscar Jané. Barcelona Institut d'Estudis Catalans, Secció Històrico-Arqueològica, 2014
- Xarxa de records. Tarragona: Arola, 2013
- El Dia de la llibertat: com serà la Catalunya independent?. Edició, coordinació i pròleg: Enric Pujol; text d'obertura: Jordi Pujol; articles: Josep Lluís Carod-Rovira ... [et al.]; cronologia i recull bibliogràfic: Gerard Bagué. Girona: Llibres del Segle, 2013
- Figueres: recull gràfic: 1875-1967. En col·laboració de Jordi Roig. El Papiol: Efadós: Ajuntament de Figueres, 2009
- Petita història de Francesc Macià. Barcelona: Mediterrània, 2005.
- Història i reconstrucció nacional: la historiografia catalana a l'època de Ferran Soldevila: 1894-1971. Catarroja: Afers, 2003.
- Ferran Soldevila: els fonaments de la historiografia contemporània. Catarroja [etc.]: Afers, 1995.
- Petita història de Ferran Soldevila. Barcelona: Mediterrània, 1995.
- El Descrèdit de la història. Girona: Llibres del Segle, 1993.